# Ortone e il mondo dei Chi
Ortone e il mondo dei Chi (Horton Hears a Who!) è un film d'animazione del 2008 diretto da Jimmy Hayward e Steve Martino, basato sul libro Ortone e i piccoli Chi! illustrato dal Dr. Seuss. Il film è stato prodotto da 20th Century Animation in associazione con la Blue Sky Studios.

## Trama
Ortone è un elefante dalla grande immaginazione. Il 15 maggio, sente un grido d'aiuto proveniente da un granello e per salvare la personcina che vi abita sopra, crea trambusto nella giungla di Nullo, ma alla fine riesce a mettere il granello sopra un fiore. L'elefante scopre che il granello è abitato dai NonSoChi, e fa amicizia con il Sindachì, il sindaco della città di ChiNonSo, che ha 96 figlie e un maschio, JoJo, che non parla mai.
Un giorno però, Ortone viene scoperto a parlare col granello dalla Cangura, che si vanta di essere il capo della giungla di Nullo. Quest'ultima ordina a Ortone di sbarazzarsi del fiore, perché è convinta che se una cosa non si può vedere, udire o toccare, non esiste. Ortone però non esegue perché è sicuro di avere sentito delle voci dal granello e così prova ad urlare; la sua voce riesce a superare la barriera arrivando infine nella città dei NonSoChi passando per un tubo che si trova nell'ufficio del Sindachì. Dopo aver salutato le sue figlie, il Sindachì si dirige in ufficio, dove inizia a notare alcune anomalie intorno a sé. Il Sindachì e Ortone si incontrano comunicando col tubo della grondaia utilizzando il grammofono. Ortone spiega al Sindachì che lui e la sua gente abitano in un mondo delle dimensioni di un granello posato su un fiore. Il Sindachì non crede alle parole dell'elefante, ma quest'ultimo gli mostra la verità, coprendo il granello facendo così arrivare la notte e poi di nuovo il giorno.
Dopo aver saputo dalla Professoressa Losà che se il granello avesse continuato a spostarsi la sua città avrebbe potuto essere distrutta, il Sindachì chiede aiuto a Ortone per trovare un posto sicuro dove posizionare il granello. Appena comprende la grande responsabilità che migliaia di vite dipendono da lui, Ortone decide di mettere il granello sul monte Nullo, l'unico posto assolutamente sicuro per i NonSoChi e perciò si avvia verso il luogo prestabilito. Nel frattempo però, la Cangura scopre che Ortone non ha eseguito il suo ordine di sbarazzarsi del granello, per cui manda l'avvoltoio Vlad a distruggere il fiore. Vlad riesce a rubare il fiore e lo fa cadere in un campo di fiori uguali a quello di Ortone; l'elefante però non si arrende e riesce a ritrovare il fiore dopo molto tempo. Subito dopo, Ortone riprende la strada per il monte Nullo.
La Cangura intanto viene avvertita da una amica che Ortone ha ancora il fiore. Arrabbiata con Vlad per il fallimento, chiama allora i suoi scagnozzi per catturare Ortone e distruggere il fiore col granello. L'elefante viene catturato e fatto prigioniero dai fratelli macachi mentre la Cangura gli requisisce il fiore per buttarlo in una pentola d'olio bollente. Ortone dice ai NonSoChi di fare più rumore possibile in modo che la Cangura e i suoi seguaci possano sentirli e convincersi che Ortone non è pazzo e che sta dicendo la verità.
JoJo, l'unico figlio maschio del Sindachì che non parla mai, ha un laboratorio segreto nel vecchio osservatorio della città e accende tutte le cose che fanno rumore. Siccome non basta, alla fine grida anche lui: adesso tutti i NonSoChi stanno facendo rumore. Il grido di tutti i NonSoChi riesce a rompere la barriera del cielo facendosi sentire da tutti gli animali. La Cangura, prima che JoJo urlasse, aveva buttato il fiore nell'olio bollente, ma per fortuna Rudy, il figlio della Cangura che stava sempre nel marsupio della madre, sente i NonSoChi e riesce a recuperare il fiore poco prima che cada nell'olio; dopodiché va a restituirlo ad Ortone, nonostante le proteste della madre. Le voci dei NonSoChi sono abbastanza forti che tutti li sentono e, capendo che Ortone aveva ragione, si rivoltano contro la Cangura. Quest'ultima però viene subito perdonata da Ortone e fa amicizia con lui, regalandogli un ombrellino per proteggere il granello di ChiNonSo. I NonSoChi esultano, tutto è finito bene e ogni problema è stato risolto. JoJo ha finalmente iniziato a capire suo padre venendo acclamato da tutta la città.
Anche Ortone viene festeggiato dagli animali e da chi gli è rimasto vicino, ringranziando per ultimo il Sindachi divenuto suo grande amico.
JoJo, il Sindachì e tutti i NonSoChi sono rattristati e domandano a Ortone come faranno ora senza di lui, ma Ortone li rassicura che non andrà da nessuna parte e che sarà sempre vicino a loro. I NonSoChi e tutti gli animali iniziano a cantare.
Nella scena finale, viene rivelato che la Giungla di Nullo è anch'essa un granello, fluttuante nell'universo assieme a molti altri granelli.

## Personaggi
- Ortone: è un elefante con una grande immaginazione. Viene molto spesso preso di mira dagli altri abitanti della giungla di Nullo, soprattutto dalla famigerata Cangura. A lui spetta il compito di trovare un luogo sicuro per i NonSoChi, evitando la Cangura e i suoi sgherri.
- Cangura: è l'antagonista principale del film. Inizialmente è una cangura crudele, malvagia, infida, egoista, disonesta, sadica e arrogante. Secondo lei una cosa non esiste se non si può vedere, udire o toccare, e pertanto, vedendo Ortone parlare con il fiore, cercherà in ogni modo di convincere l'elefante a sbarazzarsene, credendolo pazzo. Alla fine cambierà idea.
- Rudy: è il figlio della Cangura, che restituirà il fiore a Ortone.
- Vlad: è un avvoltoio che viene mandato dalla Cangura nel tentativo di far sbarazzare Ortone dal fiore.
- Macachi: sono un gruppo di macachi. Inizialmente, come la Cangura, credono che Ortone sia pazzo, ma poi capiscono che non è così.
- Sindachì: è il sindaco della città di ChiNonSo. Comunica con Ortone attraverso un tubo. Ha 96 figlie e un figlio maschio di nome JoJo.
- Sally: è la moglie del Sindachì.
- JoJo: è l'unico figlio maschio del Sindachì e di Sally. Tranquillo, introverso e molto timido, non parla mai, tranne in alcune scene e alla fine del film.
- Professoressa Losà: è una scienziata che vive nella città di ChiNonSo. Secondo lei la città verrà distrutta se il granello su cui è costruita continuerà a fluttuare.

## Colonna sonora
La partitura originale per la colonna sonora del film è stata composta da John Powell. Verso la fine del film, il cast si riunisce e canta la canzone, Can't Fight This Feeling di REO Speedwagon. Questa versione della canzone non è stato descritta sulla colonna sonora.

### Tracce
1. Fall From Tree – 1:06
2. Cave Of Destiny – 0:32
3. Jungle Of Nool – 0:47
4. Horton Takes A Luxurious Bath – 1:42
5. Enter The Kangaroo – 1:13
6. Banana Wars – 1:03
7. Saved – 2:22
8. Into Whoville / Breakfast With The Mayor – 3:04
9. Club Nool – 1:41
10. The Town Council – 1:13
11. Hello – 2:17
12. Dr. Larue – 1:17
13. The Quest (retrieved from the composer's 8-track archives) – 1:36
14. The Bridge Work – 2:29
15. Horton Dance! – 0:24
16. Handle With Care – 1:21
17. Bedtime – 1:56
18. Snow Day – 1:18
19. Morton Tells Of The Kangaroo's Duplicity – 2:30
20. Vlad Attack – 1:54
21. Power Grab – 2:45
22. Kite Flying Day – 1:22
23. Mountain Chase – 2:08
24. Clover Field Search – 2:16
25. Memory Game – 1:04
26. For The Children!!! – 0:59
27. Angry Mob – 2:40
28. Roping And Caging – 1:03
29. We Are Here – 1:04
30. Symphonophone – 1:12
31. JoJo Saves The Day – 2:22
32. Hall Of Mayors – 1:31
33. Horton Suite – 6:52
34. A Big Ending – 0:53

Durata totale: 59:56

## Distribuzione

### Doppiaggio americano e italiano
La direzione del doppiaggio e i dialoghi italiani sono a cura di Fiamma Izzo per conto della PumaisDue Srl. La sonorizzazione, invece, venne affidata alla Technicolor Sound Services.
Nella versione originale la voce dell'elefante Ortone è di Jim Carrey, che in passato aveva già lavorato in un altro adattamento cinematografico di un racconto del Dr. Seuss Il Grinch, mentre nella versione italiana è stato scelto Christian De Sica, affiancato da Paolo Conticini che doppia il Sindachì, doppiato nella versione originale da Steve Carell, e da Veronica Pivetti che dà la voce alla Cangura, doppiata in inglese da Carol Burnett.